# Maison forte de Chariez
La Maison forte de Chariez est une demeure située à Chariez, dans l'agglomération de Vesoul, dans la Haute-Saône.

## Histoire
La maison forte est mentionnée dès 1385 et subit des remaniements au XVIIIe siècle.
L'édifice est inscrit au titre des monuments historiques depuis le 21 décembre 2000.

## Architecture
Formée d'un carrée, elle est entourée de courtines en pierre percée d'archères.